# La Rue chaude
Pour les articles homonymes, voir Walk on the Wild Side.
Pour plus de détails, voir Fiche technique et Distribution.
La Rue chaude (Walk on the Wild Side), tiré du roman éponyme (en) de Nelson Algren, est un film de Edward Dmytryk sorti en 1962. Jane Fonda y joue un de ses premiers rôles.

## Synopsis
L'histoire se déroule pendant la Grande Dépression avec au commencement le départ de Dove (Laurence Harvey) et Kitty (Jane Fonda) du Texas jusqu’à La Nouvelle-Orléans. C'est pour Dove, l'espoir de retrouver son amour perdu Hallie (Capucine). 
Après que Kitty eut volé dans un restaurant, Dove arrange les choses avec la propriétaire (Anne Baxter), ce qui lui permet de rester et d'approfondir ses recherches. Il retrouve alors Hallie à la « Maison de Poupées », la maison close des années 1930 à La Nouvelle-Orléans, dont Jo (Barbara Stanwyck) est la patronne.

## Fiche technique
- Titre : La Rue chaude
- Titre original : Walk on the Wild Side
- Réalisation : Edward Dmytryk
- Réalisation scènes supplémentaires : Blake Edwards (non crédité)
- Scénario : John Fante, Edmund Morris, Raphael Hayes (non crédité) et Ben Hecht (non crédité) d'après le roman A Walk on the Wild Side de Nelson Algren (1956)
- Production : Charles K. Feldman et Joseph Lebworth producteur associé
- Société de production : Columbia Pictures, Famartists Productions S.A. et Famous Artists Productions
- Photographie : Joseph MacDonald
- Musique : Elmer Bernstein
- Montage : Harry W. Gerstad
- Direction artistique : Richard Sylbert
- Décors : William Kiernan
- Costumes : Charles Le Maire
- Pays d'origine : États-Unis
- Format : Noir et blanc - 35 mm - 1,85:1 - Son : mono (Westrex Recording System)
- Genre : Drame
- Durée : 114 minutes
- Date de sortie : 
  - États-Unis : 21 février 1962
- Affiche : Georges Kerfyser (France)

## Distribution
- Laurence Harvey (VF : Marcel Bozzuffi) : Dove Linkhorn
- Capucine : Hallie Gerard
- Jane Fonda (VF : Michèle Bardollet) : Kitty Twist
- Anne Baxter : Teresina Vidarverri
- Barbara Stanwyck : Jo Courtney
- Richard Rust (VF : Jacques Deschamps) : Oliver
- Karl Swenson : Schmidt
- Donald Barry : Dockery, le barman
- Ken Lynch : Frank Bonito
- Joanna Moore : miss Precious
- Juanita Moore : Mama
- John Anderson : le prédicateur